# Anagyrodes punctaticeps
Anagyrodes punctaticeps är en stekelart som beskrevs av Girault 1928. Anagyrodes punctaticeps ingår i släktet Anagyrodes och familjen sköldlussteklar.
Artens utbredningsområde är Filippinerna. Inga underarter finns listade i Catalogue of Life.